# Ursz József
Ursz József (Békéscsaba, 1982. július 27. –) magyar labdarúgó.

## Pályafutása
Profi labdarúgó pályafutását az NB I-ben, a Békéscsaba középpályásaként kezdte, és csupán kétszer adták kölcsön, a 2005–2006-os szezonban, előbb Szolnokra, majd Kecskemétre, ám a jó teljesítmény miatt, azóta is alapembere a mára már csak NB II-es Békéscsabának. Jelenleg is a Békéscsaba 1912 Előre játékosa.